# 연구개발특구기획단
연구개발특구기획단(硏究開發特區企劃團)은 연구개발특구의 육성을 통하여 그 지역에 있는 대학·연구소 및 기업의 연구개발을 촉진하고, 상호협력을 활성화하며, 연구개발 성과의 사업화 및 창업을 지원하기 위해 설립된 대한민국 지식경제부 소속기관으로 연구개발특구기획단장은 고위공무원 나급의 일반직공무원으로 보한다. 경기도 과천시 관문로 47(중앙동 1번지) 정부과천청사 3동 1층에 위치하고 있으나 2013년 세종특별자치시로 이전할 예정이다.

## 설립 근거
- 연구개발특구의 육성에 관한 특별법

## 연혁
- 2005년 8월 16일 과학기술부 연구개발특구기획단
- 2008년 2월 28일 지식경제부 연구개발특구기획단[3]

## 주요 업무
- 연구개발특구에 관한 정책 및 제도의 입안·기획

- 연구개발특구에 관한 법제의 운영
- 특구육성종합계획의 수립 및 협의
- 연구개발특구위원회의 의안 작성 등 운영 보좌
- 연구개발특구와 관련되는 자료의 조사, 홍보 및 국제 협력
- 연구개발특구의 지정 및 해제
- 연구개발특구지원본부의 지원 및 감독
- 연구개발특구의 운영 및 육성에 관한 관계 기관과의 협의
- 그 밖에 연구개발특구위원회를 보좌하기 위하여 필요한 사항
- 연구개발특구 개발사업의 추진 및 관리

- 연구개발특구 관리계획의 수립 및 입주승인 등 연구개발특구의 관리
- 연구소기업·첨단기술기업의 승인 및 지정
- 외국인의 투자유치 지원 및 생활여건 개선
- 대학·연구소 및 기업간 교류 협력 지원
- 그 밖에 연구개발특구 육성을 위한 사업의 발굴 및 지원에 관한 사항

## 조직[4]

### 연구개발특구기획단장
- 연구개발특구기획팀
- 사업개발팀